# Cystangium medlockii
Cystangium medlockii är en svampart som först beskrevs av Trappe & Castellano, och fick sitt nu gällande namn av Trappe, T. Lebel & Castellano 2002. Cystangium medlockii ingår i släktet Cystangium och familjen kremlor och riskor.   Inga underarter finns listade i Catalogue of Life.